# Eric Verboom
Eric Verboom ('s-Hertogenbosch, 1 februari 1970) is een Nederlands voormalig hockeyer en huidige -coach.

## Levensloop
Verboom speelde voor MHC De Dommel, MEP, HC Den Bosch, Cernusco (Italië) en HC Bra (Italië). 
Al op jonge leeftijd begon hij teams te trainen en te coachen. Allereerst bij zijn 'eigen' club MEP te Boxtel, vervolgens bij HC Den Bosch, Oranje Zwart en SCHC alvorens hij in 2009 vertrok naar het Belgische Dragons te Brasschaat. Met Dragons won Verboom een bronzen (2012) en een zilveren (2013) medaille in de Euro Hockey League. 
Op internationaal niveau was hij bondscoach van Nederlandse meisjes U18, het Nederlands zaalhockeyteam en Jong Oranje. Als assistent van Marc Lammers was hij actief op het wereldkampioenschap van 2002 en de Olympische Zomerspelen van 2004. Ook was hij als assistent actief op het WK U21 te Rotterdam. Met het nationale herenteam van Trinidad en Tobago won hij de Caribbean Cup en coachte hij dit team op de Commonwealth Games van 2010 in New Delhi. Sinds 2013 was Verboom assistent-bondscoach van het Nederlandse herenteam. Na het wereldkampioenschap in Den Haag werd hij coach van Jong Oranje Heren en tevens coacht hij de heren 1 van HC Den Bosch sinds het seizoen van 14/15. Van 2017 t/m 2021 was hij assistent Bondscoach van Duitsland. 
In 2021 stopte Eric bij HC Den Bosch en Duitsland om assistent Bondscoach te worden van Nederland. In de zomer van 2024 wonnen de Nederlandse hockeymannen onder leiding van Jeroen Delmee en Eric Verboom een Goude medaille op de olympische spelen. 